# Fresville
Fresville település Franciaországban, Manche megyében. Lakosainak száma 377 fő (2022. január 1.). Fresville Émondeville, Azeville, Écausseville, Le Ham, Neuville-au-Plain, Sainte-Mère-Église és Picauville községekkel határos.

## Népesség
A település népességének változása:
| Lakosok száma | 469  | 351  | 314  | 370  | 367  | 362  | 367  | 370  | 372  | 377  |
|               | 1968 | 1982 | 1990 | 2006 | 2013 | 2015 | 2017 | 2019 | 2020 | 2022 |